# دریک ادکینز
دریک ادکینز (انگلیسی: Derrick Adkins؛ زادهٔ ۲ ژوئیه ۱۹۷۰)  دونده دو با مانع اهل ایالات متحده آمریکا بود.
وی در مسابقات کشوری و بین‌المللی در مجموع برندهٔ ۲ مدال طلا شده‌است.